# Джонсон (округ, Вайомінг)
Шаблон:StateAbbr_ 44°02′ пн. ш. 106°35′ зх. д. / 44.04° пн. ш. 106.59° зх. д.
 Джонсон  (англ. Johnson County) — округ (графство) у штаті Вайомінг. Ідентифікатор округу 56019.

## Історія
Округ утворений 1875 року.

## Демографія
За даними перепису 
2000 року 
загальне населення округу становило 7075 осіб, зокрема міського населення було 3702, а сільського — 3373.
Серед них чоловіків — 3476, а жінок — 3599. В окрузі було 2959 домогосподарств, 2005 родин, які мешкали в 3503 будинках.
Середній розмір родини становив 2,89.
Віковий розподіл населення поданий у таблиці:
| Стать    | До 15 років | 15-21 | 22-29 | 30-39 | 40-49 | 50-65 | 65-85 | Понад 85 |
| -------- | ----------- | ----- | ----- | ----- | ----- | ----- | ----- | -------- |
| Чоловіки | 691         | 322   | 237   | 375   | 566   | 709   | 538   | 38       |
| Жінки    | 655         | 306   | 234   | 388   | 642   | 675   | 584   | 115      |

## Суміжні округи
- Шеридан — північ
- Кемпбелл — схід
- Конверс — південний схід
- Натрона — південь
- Вошейкі — захід
- Біґ-Горн — північний захід

## Виноски
1. ↑  US Decennial Census. US Census Bureau. Архів оригіналу за 26 квітня 2015. Процитовано 18 серпня 2015.
2. ↑  Historical Decennial Census Population for Wyoming Counties, Cities, and Towns. Wyoming Department of Administration & Information, Division of Economic Analysis. Архів оригіналу за 7 жовтня 2006. Процитовано 25 січня 2014.
3. ↑  State & County QuickFacts. US Census Bureau. Архів оригіналу за 6 червня 2011. Процитовано 25 січня 2014.(англ.) Наведено за англійською вікіпедією.
4. ↑  American FactFinder. Бюро перепису населення США. Архів оригіналу за 21 травня 2008. Процитовано 31 січня 2008.

| США | Це незавершена стаття з географії США. Ви можете допомогти проєкту, виправивши або дописавши її. |